# 平岡村 (長野県下伊那郡)
平岡村（ひらおかむら）は、長野県下伊那郡にあった村。現在の天龍村大字平岡・長島にあたる。

## 地理
- 山：熊伏山、観音山、袴越
- 河川：天竜川、遠山川

## 歴史
- 1875年（明治8年）1月12日
  - 筑摩県伊那郡満島村・鶯巣村が合併して平岡村となる。
  - 筑摩県伊那郡長沼松島村・福島村・坂部村・向方村が合併して神原村となる。
- 1876年（明治9年）8月21日 - 平岡村・神原村が長野県の所属となる。
- 1879年（明治12年）1月4日 - 郡区町村編制法の施行により、平岡村・神原村が下伊那郡の所属となる。
- 1883年（明治16年）11月10日 - 神原村の一部が分立して長島村となる（残部は後に単独で自治体を形成して神原村が発足）。
- 1889年（明治22年）4月1日 - 町村制の施行により、平岡村・長島村の区域をもって平岡村が発足。
- 1956年（昭和31年）9月30日 - 神原村と合併して天龍村が発足。同日平岡村廃止。

## 交通

### 鉄道路線
- 日本国有鉄道
  - 飯田線
    - 中井侍駅 - 伊那小沢駅 - 鶯巣駅 - 平岡駅 - 為栗駅

## その他
第二次世界大戦中から、敗戦後の1945年9月12日に解散するまで、天竜川東岸に東京俘虜収容所第12分所（満島捕虜収容所）が設置されていた。